# Octafluorocyclobutane
L'octafluorocyclobutane (C4F8), est un perfluorocarbure (PFC). C'est un gaz incolore à odeur éthérée (faible).
L'octafluorocyclobutane est également appelé : 
Perfluorocyclobutane, Freon C318, Halocarbone C318, R-C318

## Applications industrielles
- Agent d'isolation
- Agent de propulsion pour aérosols en droguerie et thérapeutique
- Additif alimentaire européen (E946)

## Propriétés
- Gazeux dans les conditions atmosphériques
- Incolore
- ODP (Ozone Depletion Potential) : 0
- GWP (Global Warming Potential) : 8700